# 274
274（二百七十四、にひゃくななじゅうよん）は自然数、また整数において、273の次で275の前の数である。

## 性質
- 274 は合成数であり、約数は 1, 2, 137, 274 である。
  - 約数の和は414。
    - 約数の和が回文数になる24番目の数である。1つ前は271、次は281。(オンライン整数列大辞典の数列 A028980)
- 274 = 2 × 137
  - 87番目の半素数である。1つ前は267、次は278。
  - 2 + 7 + 4 = 2 + 1 + 3 + 7 より11番目のスミス数である。1つ前は265、次は319。
- 11番目のトリボナッチ数である。1つ前は149、次は504。
- 各位の和が13になる19番目の数である。1つ前は265、次は283。
- 274 = 72 + 152
  - 異なる2つの平方数の和で表せる83番目の数である。1つ前は272、次は277。(オンライン整数列大辞典の数列 A004431)
- 274 = 32 + 32 + 162 = 32 + 112 + 122 = 72 + 92 + 122
  - 3つの平方数の和3通りで表せる35番目の数である。1つ前は264、次は275。(オンライン整数列大辞典の数列 A025323)
  - 274 = 32 + 112 + 122 = 72 + 92 + 122
    - 異なる3つの平方数の和2通りで表せる48番目の数である。1つ前は273、次は275。(オンライン整数列大辞典の数列 A025340)

## その他 274 に関連すること
- 西暦274年
- 紀元前274年
- 年始から数えて274日目は10月1日、閏年は9月30日。
- UFC 274
- He 274 (航空機)
- スタインウェイD-274
- 千葉県船橋市の非公認マスコットキャラクター・ふなっしーの兄弟は全部で274人いると言われている。また語呂合わせとしても使われている。
- 国際連合安全保障理事会決議274